# Egliswil
Egliswil (in der lokalen Mundart ˌɛɡliʃˈʋiːl) ist eine Einwohnergemeinde im Schweizer Kanton Aargau. Sie gehört zum Bezirk Lenzburg und liegt vier Kilometer südlich des Bezirkshauptorts Lenzburg im Seetal.

## Geographie
Das Haufendorf befindet sich etwas zurückversetzt am östlichen Rand des Seetals inmitten einer sanft geneigten Mulde zwischen den Hügeln Häbni (531 m ü. M.), Birch (591 m ü. M.) und Emmet (577 m ü. M.). Nordöstlich des Dorfes geht die Mulde in das schmale Seitental des Tribachs über. Dieses Gewässer trägt im weiteren Verlauf den Namen Lenzburger Stadtbach und fliesst beim Bezirkshauptort  Lenzburg in den Aabach. Östlich des Tribachtals erhebt sich die Hügelkette des Rietenbergs, die natürliche Grenze zum Bünztal. Westlich und südlich des Dorfes ist das Gelände weitgehend flach.
Die Fläche des Gemeindegebiets beträgt 629 Hektaren, davon sind 252 Hektaren bewaldet und 59 Hektaren überbaut. Der höchste Punkt befindet sich auf 664 Metern im Grossmoos auf der Rietenberg-Kette, der tiefste auf 415 Metern am Aabach. Nachbargemeinden sind Lenzburg im Norden, Ammerswil im Nordosten, Dintikon und Villmergen im Osten, Seengen im Süden sowie Seon im Westen.

## Geschichte
Ein im Jahr 1953 entdecktes Einzelgrab mit Keramikbeigaben aus der zweiten Hälfte des 2. Jahrhunderts lässt auf die Existenz eines römischen Gutshofes schliessen. Dessen genauer Standort ist aber noch nicht bekannt. Die erste urkundliche Erwähnung von Egirichiswilare erfolgte im Jahr 893 in einem Zinsrodel des Fraumünsters in Zürich. Der Ortsname stammt vom althochdeutschen Egiricheswilari, was «Hofsiedlung des Egirich» bedeutet. Im Mittelalter lag das Dorf im Herrschaftsbereich der Grafen von Lenzburg, ab 1173 in jenem der Grafen von Kyburg. Nachdem diese ausgestorben waren, übernahmen die Habsburger 1273 die Landesherrschaft und die Blutgerichtsbarkeit. 1331 verpfändeten sie die niedere Gerichtsbarkeit dauerhaft an die Herren von Hallwyl.

Luftansicht (1958)

1415 eroberten die Eidgenossen den Aargau. Egliswil gehörte nun zum Untertanengebiet der Stadt Bern, dem so genannten Berner Aargau. Das Dorf war zunächst ein Bestandteil des Gerichtsbezirks Seengen im Amt Lenzburg und wurde 1677 in den Stand einer eigenen Gerichtsherrschaft erhoben. 1528 führten die Berner die Reformation ein. 1563 erneuerten die Hallwyler die Egliswiler Offnung. In den Jahren 1593, 1697 und 1731 zerstörten Brände jeweils grosse Teile des Dorfes. Beim Franzoseneinfall im März 1798 entmachteten die Franzosen die «Gnädigen Herren» von Bern und riefen die Helvetische Republik aus, die 1803 aufgelöst wurde. Egliswil gehört seither zum Kanton Aargau.
1816, 1824, 1846 und 1855 gingen erneut zahlreiche Häuser in Flammen auf, was das Verschwinden der ursprünglichen Bauernhäuser zur Folge hatte. 1828 wurde die erste Schule errichtet, 1911 das elektrische Licht eingeführt. Bis weit ins 20. Jahrhundert hinein blieb Egliswil ein landwirtschaftlich geprägtes Dorf. Neben dem Anbau von Getreide spielte auch der Weinbau eine zentrale Rolle, die Reben verschwanden allerdings um 1900 wegen der Reblaus-Epidemie. Egliswil war einst eines der grössten Dörfer im Seetal, doch zwischen 1850 und 1950 nahm die Bevölkerungszahl um über einen Drittel ab. Seit Beginn der 1980er Jahre ist aber aufgrund einer intensiven Bautätigkeit ein markantes Wachstum zu verzeichnen.

## Sehenswürdigkeiten

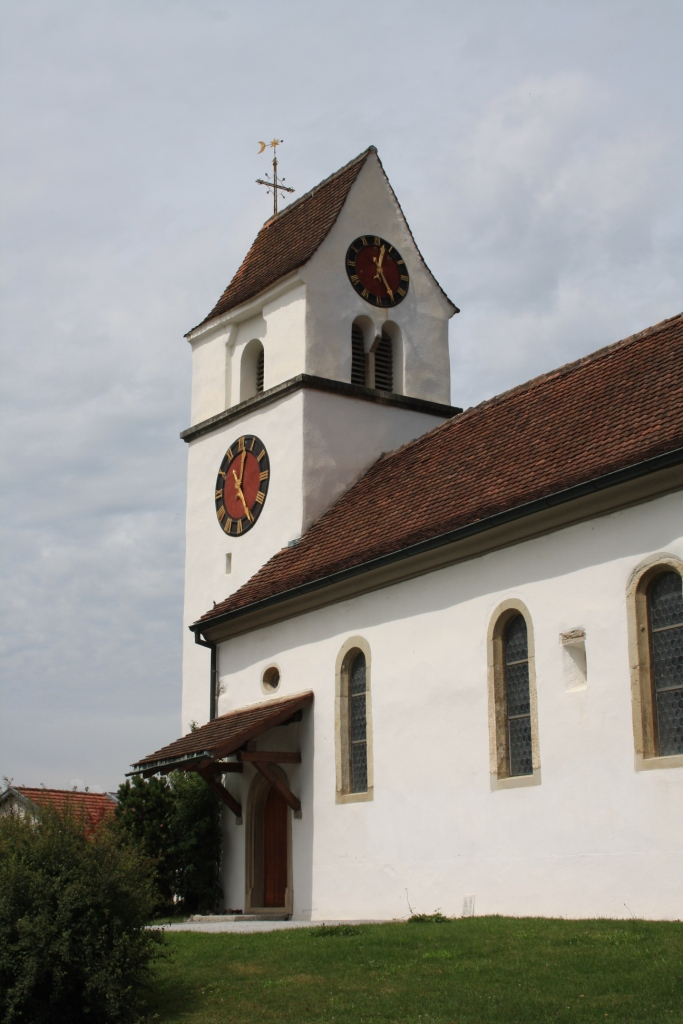
Reformierte Kirche

Die Kirche von Egliswil ist eine Filiale der Pfarrei Seengen. Die ursprünglich im romanischen Stil errichtete, relativ kleine Saalkirche erhielt um 1500 gotische Elemente. Im Jahr 1583 wurde an der Westseite ein Turm angebaut. Das Haus zum Sonnenberg entstand 1694 aus Stein und diente als Wohnsitz des Egliswiler Untervogts.

## Wappen
Die Blasonierung des Gemeindewappens lautet: «In blau drei übereinander gekreuzte weisse Fische, begleitet von drei fünfstrahligen weissen Sternen.» Das Wappenbild, das erstmals 1811 auf dem Gemeindesiegel verwendet wurde, geht auf eine Fehlinterpretation des Ortsnamens zurück. Das alamannische Egirichswilare bezieht sich auf die Hofsiedlung des Egirich (der «Furcht- und Schreckensreiche»), hat also nichts mit Flussbarschen (schweizerdeutsch: Egli) zu tun. 2003 wurden die sechsstrahligen Sterne durch fünfstrahlige ersetzt.

## Bevölkerung
Die Einwohnerzahlen entwickelten sich wie folgt:
| Jahr      | 1850 | 1900 | 1930 | 1950 | 1960 | 1970 | 1980 | 1990 | 2000 | 2010 | 2020 |
| Einwohner | 1146 | 849  | 779  | 706  | 704  | 708  | 722  | 900  | 1210 | 1318 | 1484 |

Am 31. Dezember 2023 lebten 1544 Menschen in Egliswil, der Ausländeranteil betrug 15,8 %. Bei der Volkszählung 2015 bezeichneten sich 52,4 % als reformiert und 16,7 % als römisch-katholisch; 30,9 % waren konfessionslos oder gehörten anderen Glaubensrichtungen an. 96,1 % gaben bei der Volkszählung 2000 Deutsch als ihre Hauptsprache an, 0,8 % Serbokroatisch und 0,7 % Italienisch.

## Politik und Recht

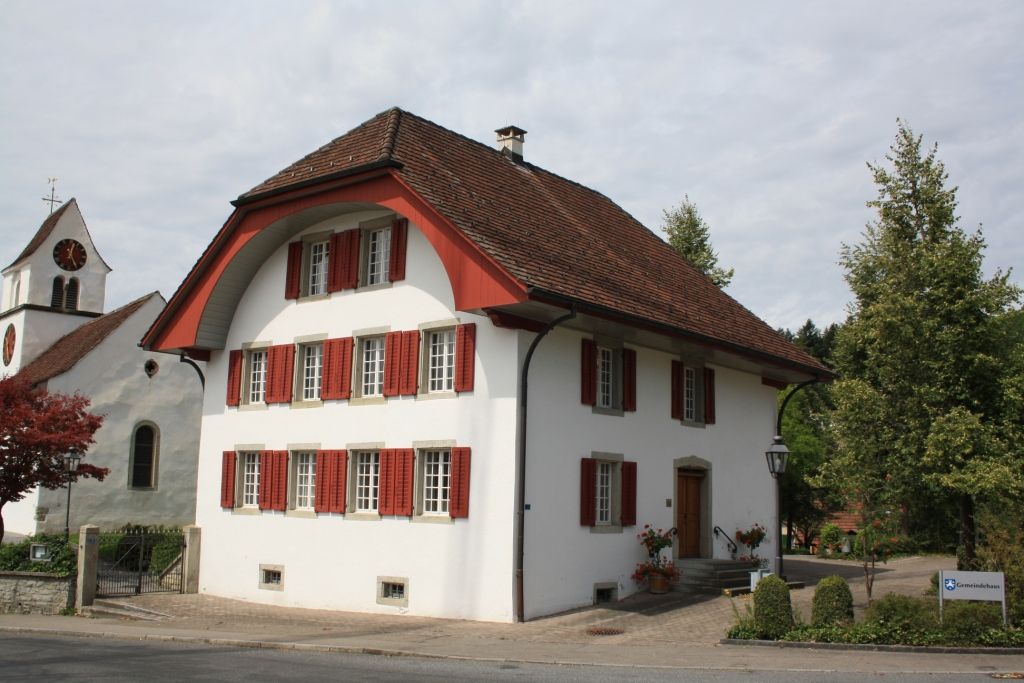
Gemeindehaus

Die Versammlung der Stimmberechtigten, die Gemeindeversammlung, übt die Legislativgewalt aus. Ausführende Behörde ist der fünfköpfige Gemeinderat. Er wird im Majorzverfahren vom Volk gewählt, seine Amtsdauer beträgt vier Jahre. Der Gemeinderat führt und repräsentiert die Gemeinde. Dazu vollzieht er die Beschlüsse der Gemeindeversammlung und die Aufgaben, die ihm vom Kanton zugeteilt wurden. Für Rechtsstreitigkeiten ist in erster Instanz das Bezirksgericht Lenzburg zuständig. Egliswil gehört zum Friedensrichterkreis XII (Seon).

## Wirtschaft
In Egliswil gibt es gemäss der im Jahr 2015 erhobenen Statistik der Unternehmensstruktur (STATENT) rund 430 Arbeitsplätze, davon 9 % in der Landwirtschaft, 40 % in der Industrie und 51 % im Dienstleistungsbereich. Vorherrschend sind kleine Gewerbe- und Dienstleistungsbetriebe. Die meisten Erwerbstätigen sind Wegpendler und arbeiten in der näheren Umgebung (hauptsächlich in Seon und Lenzburg).

## Verkehr
Egliswil liegt rund zwei Kilometer östlich der von Lenzburg nach Luzern führenden Hauptstrasse 26. Nebenstrassen führen nach Ammerswil und Seengen. Die Anbindung an das Netz des öffentlichen Verkehrs erfolgt durch zwei Buslinien der Gesellschaft Regionalbus Lenzburg, die vom Bahnhof Lenzburg aus über Egliswil nach Bettwil bzw. Teufenthal führen. An Wochenenden verkehrt ein Nachtbus von Lenzburg über Egliswil nach Sarmenstorf.

## Bildung
Die Gemeinde verfügt über einen Kindergarten und ein Schulhaus, in dem die Primarschule unterrichtet wird. Sämtliche Oberstufen der obligatorischen Volksschule (Realschule, Sekundarschule, Bezirksschule) können in Seengen besucht werden. Die nächstgelegenen Gymnasien sind die Alte Kantonsschule und die Neue Kantonsschule, beide in Aarau.

## Persönlichkeiten
- Ida Buchmann (1911–2001), Malerin der Art brut